# 스가누마 미노루
스가누마 미노루(일본어: 菅沼 実, 1985년 5월 16일 ~ )는 일본의 전 축구 선수이다.

## 구단 경력
그는 2002년부터 2017년까지 J리그의 가시와 레이솔, 에히메 FC, 주빌로 이와타, 사간 도스, 로아소 구마모토에서 활동하였다.